# Herrenhaus Krevese

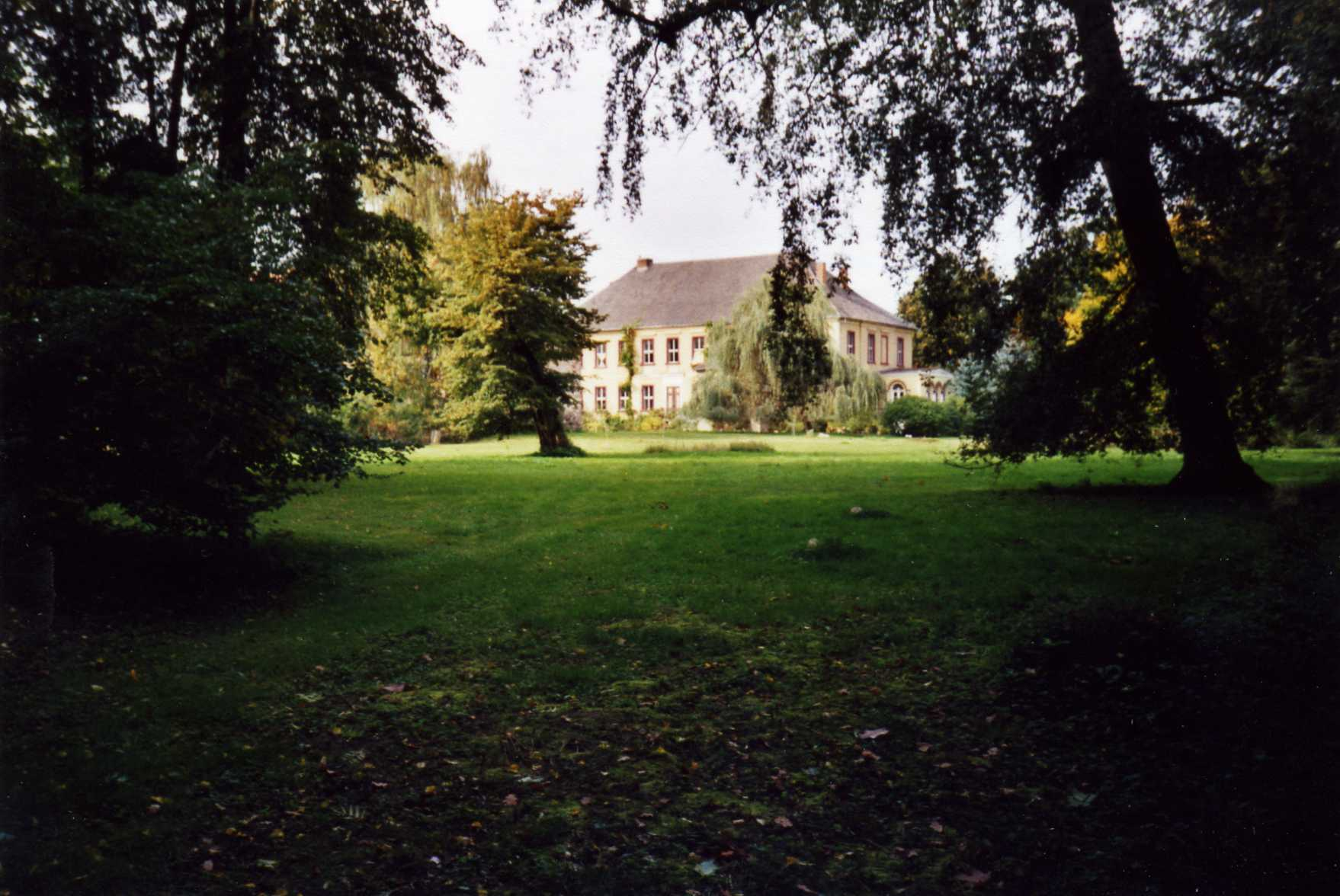
Mit Blick aus dem ehemaligen Gutsparks auf das Herrenhaus

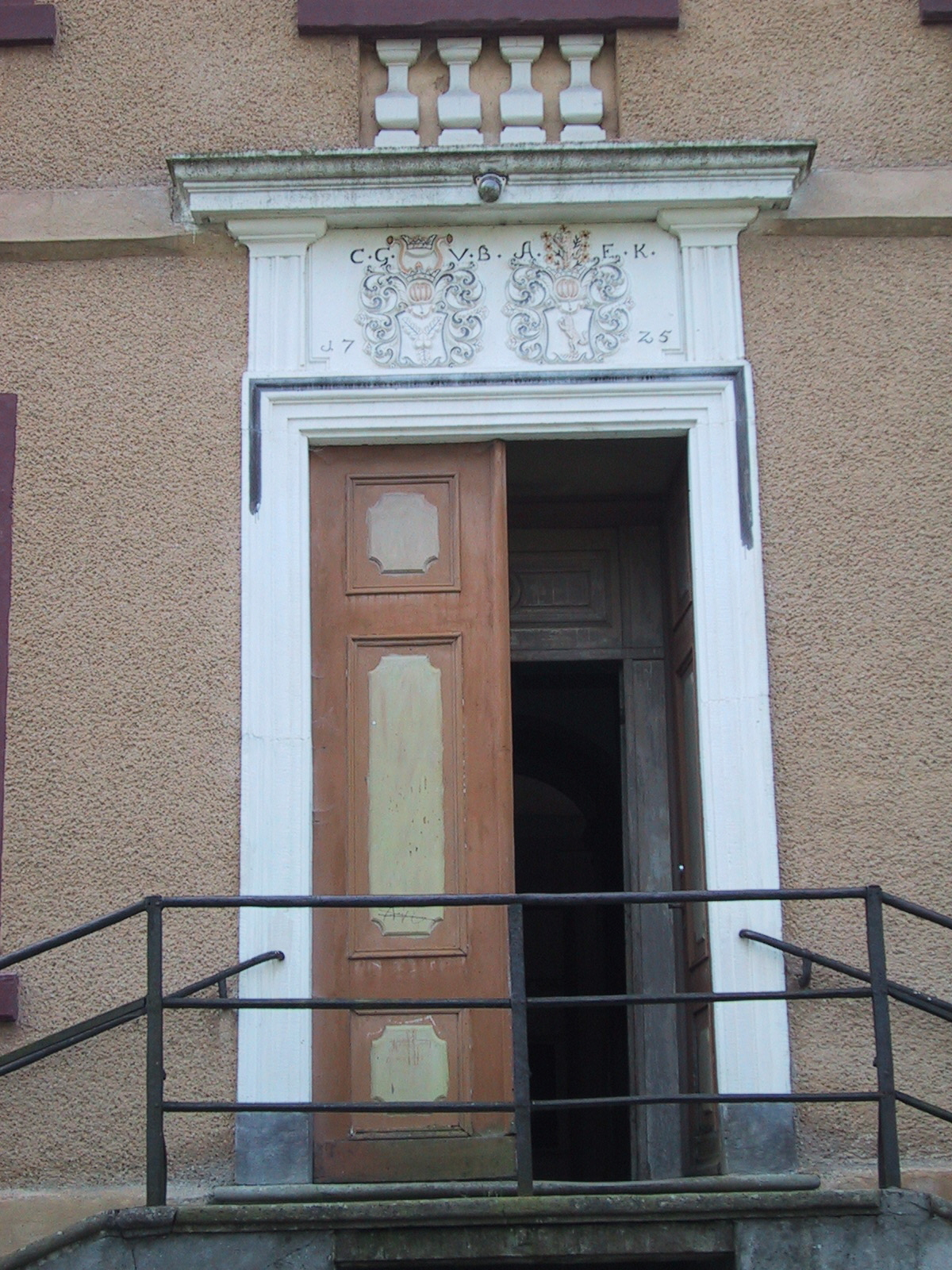
Eingang zum Gutshaus Krevese mit dem Wappen der Familien von Bismarck und von Katte (Zustand 2001)

Das Herrenhaus Krevese ist ein denkmalgeschütztes Bauwerk in Krevese, einem Ortsteil der Stadt Osterburg im Landkreis Stendal in Sachsen-Anhalt. Im örtlichen Denkmalverzeichnis ist das Herrenhaus unter der Erfassungsnummer 094 36435 als Baudenkmal verzeichnet.

## Allgemeines
Das Herrenhaus ist Teil eines alten Ritterguts und befindet sich unter der Adresse Gutshof 7 in Krevese.

## Geschichte
Das  Rittergut Krevese ist im Zuge der Säkularisation aus der Propstei Krevese entstanden. Im Jahr 1562 mussten die Brüder Heinrich und Friedrich von Bismarck auf Wunsch des Kurprinzen Johann Georg ihr Amt Burgstall gegen die ehemalige Propstei Krevese eintauschen. Während des Dreißigjährigen Kriegs im Jahr 1638 wurden Dorf und Rittergut erheblich zerstört.
Das Gebäude in seiner heutigen Form entstand ab 1725 im Auftrag von Christoph Georg von Bismark und seiner Frau Anna Elisabeth von Katte. Ihr Sohn Levin-Friedrich von Bismarck auf Briest, 1703 in Crevese geboren, wurde Domherr zu Magdeburg. Die Familie von Jagow erwarb 1819 das Rittergut nach dem Aussterben der Kreveser Linie der Bismarcks und betrieb es bis 1860 weiter. 1857 war nach Matrikeln Alex von Jagow-Scharpenhufe der Besitzer von Krevese. Danach erwarb es die Industriellenfamilie des Kommerzienrates Johann Christian Brückner als neue Rittergutsbesitzer aus Calbe das Anwesen. 1922 umfasste das Rittergut Krevese mit dem gutsherrlichen Vorwerk Altenhof in Summe 398 Hektar Land. Eigentümer war Joachim Brückner.
Durch die Bodenreform in der Sowjetischen Besatzungszone im Jahr 1945 wurden die Eigentümer enteignet und im Anschluss als SED-Parteischule des Kreises Osterburg genutzt. Während der Zeit als Parteischule wurde das Gebäude umgebaut. Nach der Parteischule wurde das Gebäude von der Polytechnischen Oberschule Krevese bis 1993 genutzt. Das Herrenhaus des Rittergutes stand im Anschluss 10 Jahre leer, bis es 2003 in Privatbesitz kam. Heute dient es als Wohnhaus und wird für kulturelle Veranstaltungen und als Designatelier genutzt.

## Beschreibung
Bei dem Gebäude handelt es sich um einen barocken, verputzten, elfachsigen Backsteinbau mit Walmdach, Mittelrisaliten und Freitreppe nach beiden Seiten. Zum Rittergut gehörte ein südlich der Klosterkirche gelegener Gutspark.